# Creative Technology
Creative Technology è un'azienda di Singapore che produce componenti elettronici per computer, quali schede audio, diffusori acustici stereo attivi, ma che negli ultimi anni si è molto sviluppata sul fronte dei lettori MP3.
Fondata nel 1981, oggi consta di 5.000 impiegati in tutto il mondo.

## Prodotti in produzione

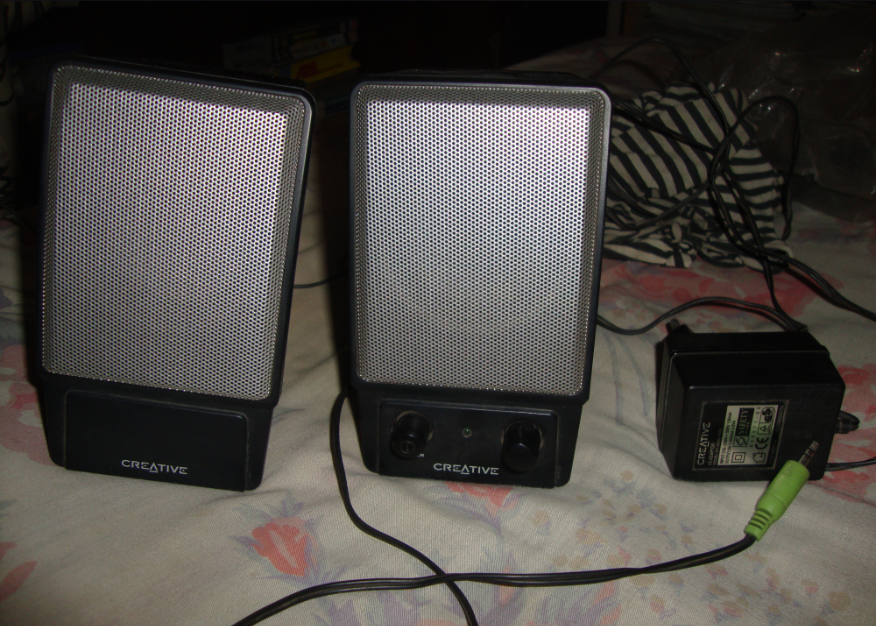

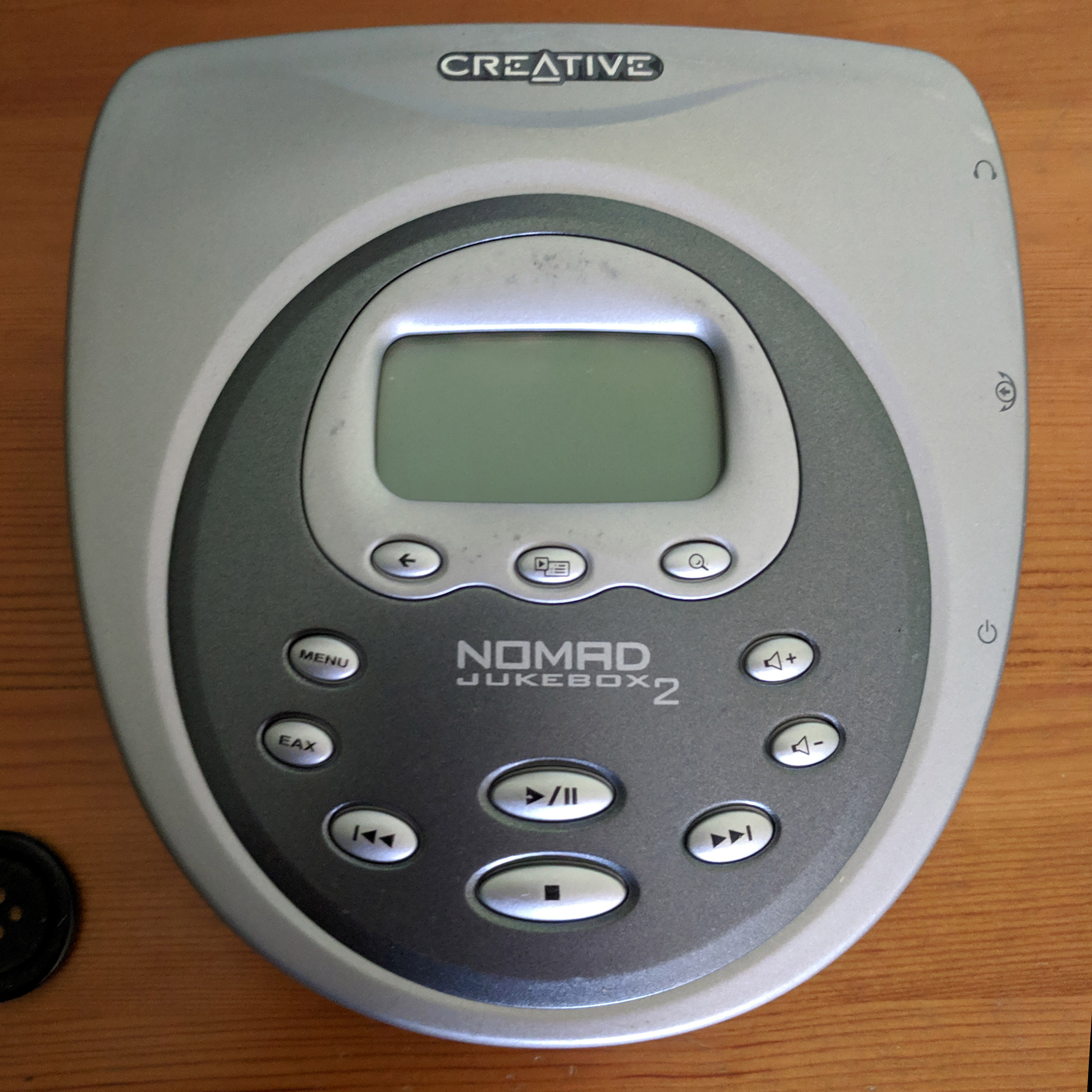

- Schede audio come la famosa Sound Blaster per PC.
- Webcam.
- Altoparlanti per computer.
- Altoparlanti bluetooth portatili.
- Cuffie.

## Prodotti fuori produzione
- Sistemi sonori per giochi.
- Lettori CD-ROM e DVD e schede di controllo.
- Schede grafiche.
- Lettori MP3 sotto il nome di Nomad, Zen e MuVo.
- Prodikeys, una combinazione tra la tastiera del PC e tra la tastiera musicale.
- Mouse ottici e tastiere per il PC.